# Тоніка
То́ніка — основний тон та акорд тональності від якої він отримує свою назву, центр до якого спрямоване тяжіння усіх гармоній. 
Тоніка є основою, вихідним пунктом та завершенням гармонічного процесу, логічним центром гармонічного мислення. Тяжіння до тоніки обумовлюється кількома чинниками — відбором звукоряду, що не містить тритонів; організація ладу за допомогою потрійної пропорції (S—T—D), що сприяє максимальному укріпленню тоніки, а також метрикою, що підкреслює вагомість заключних кадансових моментів. 
Поняття тоніки застосовується головним чином для класичної західно-європейської тональної системи, проте може бути розповсюджене і на центральні елементи різних гармонічних систем, в тому числі середньовічних ладів, складних тональних систем музики XX століття тощо.